# Margarita: Ese dulce caos
Margarita: Ese dulce caos (o simplemente Margarita) es una película peruana de comedia familiar de 2016 dirigida por Frank Pérez-Garland y escrito por Vanessa Saba. Está protagonizada por Francisca Aronsson, además de contar con las participaciones principales de Giovanni Ciccia, Melania Urbina, César Ritter, Vanessa Saba, María Grazia Gamarra e Yvonne Frayssinet. La película se estrenó el 8 de septiembre de 2016.
Se puede ver por las plataformas de streaming: Netflix, Prime Video, Pluto TV y Max.

## Sinopsis
Un padre divorciado de cuarenta años lleva una vida relajada hasta que un día su hija de 11 años llama a su puerta para quedarse. Su vida da un giro de 180 grados porque Margarita es un dulce caos que no esperaba.

## Reparto
Los actores que participan en esta película son:
- Francisca Aronsson como Margarita
- Giovanni Ciccia como Rafo
- Melania Urbina como Claudia
- Vanessa Saba como Sandra
- César Ritter como Charlie
- Maria Grazia Gamarra como Thalia
- Yvonne Frayssinet como Rebeca

## Recepción
En sus primeros 2 días en los cines, la película atrajo a 15.263 espectadores. Posteriormente atrajo a 117.000 espectadores al final de su primera semana. A finales de año, la película atrajo a un total de 550.279 espectadores, convirtiéndose en la cuarta película peruana más taquillera de 2016.